# Tubificoides
Tubificoides är ett släkte av ringmaskar som beskrevs av Lastockin 1937. Tubificoides ingår i familjen glattmaskar.

## Dottertaxa tillTubificoides, i alfabetisk ordning[1][2]
- Tubificoides aculeatus
- Tubificoides aguadillensis
- Tubificoides amplivasatus
- Tubificoides annulus
- Tubificoides apectinatus
- Tubificoides bakeri
- Tubificoides benedeni
- Tubificoides benedii.
- Tubificoides bermudae
- Tubificoides blakei
- Tubificoides bobi
- Tubificoides brevicoleus
- Tubificoides brownae
- Tubificoides bruneli
- Tubificoides calvescentis
- Tubificoides crenacoleus
- Tubificoides crinitus
- Tubificoides cuspisetosus
- Tubificoides denouxi
- Tubificoides diazi
- Tubificoides dukei
- Tubificoides euxinicus
- Tubificoides foliatus
- Tubificoides fraseri
- Tubificoides galiciensis
- Tubificoides heterochaetus
- Tubificoides imajimai
- Tubificoides inops
- Tubificoides insularis
- Tubificoides intermedius
- Tubificoides kozloffi
- Tubificoides longipenis
- Tubificoides lunatus
- Tubificoides maritimus
- Tubificoides maureri
- Tubificoides methanicus
- Tubificoides motei
- Tubificoides nerthoides
- Tubificoides palacoleus
- Tubificoides panamensis
- Tubificoides paracrinitus
- Tubificoides parapectinatus
- Tubificoides parviductus
- Tubificoides pequegnatae
- Tubificoides peveki
- Tubificoides pollex
- Tubificoides postcapillatus
- Tubificoides pseudapectinatus
- Tubificoides pseudogaster
- Tubificoides pulvereus
- Tubificoides robustocoleus
- Tubificoides scoticus
- Tubificoides shurovae
- Tubificoides swirencoides
- Tubificoides swirencowi
- Tubificoides uncinatus
- Tubificoides wasselli
- Tubificoides vestibulatus